# 1944-1946
1944-1946 è un album raccolta di Ike Quebec, pubblicato dall'etichetta Classics Jazz Records, label specializzata in raccolta di materiale "vintage" di parecchi musicisti jazz e non solo; questa cronologia del periodo 1944-1946 (in realtà arriva fino al 1945) propone un Ike Quebec con propri gruppi, che in quel periodo alternava con la big band di Cab Calloway.

## Tracce
1. Tiny's Exercise – 3:36 (Tiny Grimes) – Registrato il 18 luglio 1944 al "WOR Studios", New York
2. She's Funny That Way – 4:22 (Neil Moret, Richard A. Whiting) – Registrato il 18 luglio 1944 al "WOR Studios", New York
3. (Back Home Again In) Indiana – 3:54 (James F. Hanley, Ballard MacDonald) – Registrato il 18 luglio 1944 al "WOR Studios", New York
4. Blue Harlem – 4:32 (Tiny Grimes, Ike Quebec) – Registrato il 18 luglio 1944 al "WOR Studios", New York
5. Hard Tack – 3:00 (Buster Harding) – Registrato il 25 settembre 1944 al "WOR Studios", New York
6. If I Had You – 3:21 (Jimmy Campbell, Reginald Connelly, Ted Shapiro) – Registrato il 25 settembre 1944 al "WOR Studios", New York
7. Mad About You – 4:11 (Joe Bishop, Roger "Ram" Ramirez) – Registrato il 25 settembre 1944 al "WOR Studios", New York
8. Facin' the Face – 4:08 (Ike Quebec) – Registrato il 25 settembre 1944 al "WOR Studios", New York
9. Blue Turning Grey over You – 3:55 (Andy Razaf, Fats Waller) – Registrato il 10 aprile 1945 al "WOR Studios", New York
10. Dolores – 3:13 (Louis Alter, Frank Loesser) – Registrato il 10 aprile 1945 al "WOR Studios", New York
11. The Day You Came Along – 4:00 (Sam Coslow, Arthur Johnston) – Registrato il 10 aprile 1945 al "WOR Studios", New York
12. Sweethearts on Parade – 2:50 (Carmen Lombardo, Charles Newman) – Registrato il 10 aprile 1945 al "WOR Studios", New York
13. I Found a New Baby – 3:50 (Jack Palmer, Spencer Williams) – Registrato il 17 luglio 1945 al "WOR Studios", New York
14. I Surrender, Dear – 4:24 (Harry Barris, Gordon Clifford) – Registrato il 17 luglio 1945 al "WOR Studios", New York
15. Topsy – 3:03 (Edgar Battle, Eddie Durham) – Registrato il 17 luglio 1945 al "WOR Studios", New York
16. Cup-Mute Clayton – 2:47 (Buck Clayton, Ike Quebec) – Registrato il 17 luglio 1945 al "WOR Studios", New York
17. Girl of My Dreams – 3:12 (Sunny Clapp) – Registrato il 30 luglio 1945 al "Zanzibar Club", New York
18. Jim Dawgs – 2:45 (Ike Quebec) – Registrato il 30 luglio 1945 al "Zanzibar Club", New York
19. Scufflin' – 2:48 (Ike Quebec) – Registrato il 30 luglio 1945 al "Zanzibar Club", New York
20. I.Q. Blues – 2:52 (Ike Quebec) – Registrato il 30 luglio 1945 al "Zanzibar Club", New York

## Musicisti
Ike Quebec Quintet
Brani 01, 02, 03 & 04
- Ike Quebec - sassofono tenore
- Roger "Ram" Ramirez - pianoforte
- Tiny Grimes - chitarra
- Milt Hinton - contrabbasso
- J.C. Heard - batteria

Ike Quebec Swingtet
Brani 05, 06, 07 & 08
- Ike Quebec - sassofono tenore
- Jonah Jones - tromba
- Tyree Glenn - trombone
- Roger "Ram" Ramirez - pianoforte
- Tiny Grimes - chitarra
- Oscar Pettiford - contrabbasso
- J.C. Heard - batteria

Ike Quebec Quintet
Brani 09, 10, 11 & 12
- Ike Quebec - sassofono tenore
- Dave Rivera - pianoforte
- Napoleon Allen - chitarra
- Milt Hinton - contrabbasso
- J.C. Heard - batteria

Ike Quebec Swing Seven
Brani 13, 14, 15 & 16
- Ike Quebec - sassofono tenore
- Buck Clayton - tromba
- Roger "Ram" Ramirez - pianoforte
- Keg Johnson - trombone
- Tiny Grimes - chitarra
- Grachan Moncur - contrabbasso
- J.C. Heard - batteria

Ike Quebec All Stars
Brani 17, 18, 19 & 20
- Ike Quebec - sassofono tenore
- Johnny Guarnieri - pianoforte
- Bill De Arango - chitarra
- Milt Hinton - contrabbasso
- J.C. Heard - batteria